# Vrede van Nicias
De Vrede van Nicias is de vrede gesloten tussen Sparta en Athene in 421 v.Chr. die het einde inluidde van de zogenaamde Archidamische Oorlog. Deze oorlog wordt in de geschiedschrijving gezien als het eerste onderdeel van de Peloponnesische Oorlog. De vrede was van korte duur: na een periode van indirecte vijandelijkheden werd oorlog tussen Sparta en Athene formeel hervat in de Deceleïsche Oorlog in 414 v.Chr.

## Aanleiding
De Archidamische Oorlog tussen Sparta en Athene was reeds tien jaar aan de gang, en gestrand in een patstelling. De landmacht Sparta had niet de middelen om Athene op land te breken, terwijl de zeemacht Athene vanuit zee de Spartanen niet voldoende schade kon toebrengen om de oorlog te beslissen. Met de dood van Brasidas en Cleon in de slag bij Amphipolis kregen de vredespartijen meer ruimte in beide staten. De Atheners hadden twee grote tegenslagen te verwerken gehad bij Delium en Amphipolis, en ze waren bang dat meer tegenslagen opstanden zou veroorzaken bij hun bondgenoten. 
Sparta op haar beurt was ook toe aan vrede. De verwachting dat de macht van Athene snel gebroken zou kunnen worden door invasies van Attica waren niet uitgekomen. Bovendien wilde Sparta graag de krijgsgevangenen terug die Cleon had gemaakt na de slag bij Sphacteria. Daar kwam ook nog bij dat het 30-jarige vredesverdrag dat Sparta had met haar traditionele vijand Argos binnenkort af zou lopen.

## Inhoud
In 421 v.Chr. sloten beide partijen vrede door toedoen van de Atheense leider Nicias en de Spartaanse koning Pleistoanax. Zowel Nicias als Pleistoanax hadden er politiek belang bij vrede te sluiten. Nicias wilde zijn reputatie als veldheer veiligstellen door verdere veldslagen te voorkomen, en hij wilde bekend staan als de brenger van vrede bij de Atheners. Pleistoanax had ook baat bij vrede. Eerder was hij twintig jaar verbannen geweest uit Athene voor het sluiten van de Dertigjarige Vrede.
De vrede werd namens de bondgenoten van beide partijen gesloten voor een duur van 50 jaar. Er werd besloten tot wederzijdse overdracht van krijgsgevangenen en op elkaar veroverde gebieden moesten worden teruggegeven. Zo zouden onder andere de kolonie Amphipolis in Thracië en het Boeotische grenskasteel Panactum teruggegeven moeten worden aan Athene. Daarnaast sloten Sparta en Athene (zonder hun bondgenoten te noemen) een bondgenootschap van 50 jaar.

## Gevolgen
In eerste instantie leek de vrede nageleefd te worden. Zowel Sparta als Athene lieten krijgsgevangenen vrij en Sparta zond ambassades uit om gebieden die Athene beloofd waren terug over te dragen. Thucydides betoogt echter dat de opvolgende gebeurtenissen laten zien dat de oorlog niet ten einde was, maar dat beide partijen feitelijk met elkaar een ongemakkelijke wapenstilstand waren aangegaan, waarbij vooral veel Spartaanse bondgenoten zich niet of nauwelijks aan de vredesvoorwaarden hielden. Aan Atheense kant was er de oorlogspartij onder leiding van Alcibiades, die steeds meer tractie kreeg naarmate Sparta verbintenissen niet nakwam.  
Woedend over deze gang van zaken sloten de Atheners uiteindelijk een bondgenootschap met Argos. Argos, Athene en hun bondgenoten werden in de Slag bij Mantinea beslissend verslagen door koning Agis II van Sparta. Na de Siciliaanse Expeditie zou de oorlog formeel hervat worden in de Deceleïsche Oorlog vanaf 414 v.Chr.